# Netelia melanogaster
Netelia melanogaster là một loài tò vò trong họ Ichneumonidae.